# Les Quatre Mercenaires d'El Paso
Pour plus de détails, voir Fiche technique et Distribution.
Les Quatre Mercenaires d'El Paso (El hombre de Río Malo) est un film franco-italo-espagnol réalisé par Eugenio Martín, sorti en 1971.

## Synopsis
4 mercenaires, conduits par leur chef Roy King acceptent, en échange d'une belle somme d'argent promise par la belle Alicia, de dynamiter un arsenal. Déguisés en Mexicains, ils s'emparent des munitions. À leur retour, la commanditaire a disparu avec la prime promise. Leur tête mise à prix, ils la poursuivent tout en devant composer avec un militaire qui veut les utiliser dans sa guerre contre les États-Unis...

## Fiche technique
- Titre original : El hombre de Río Malo
- Titre alternatif : Bad Man's River
- Pays d'origine :  Italie,  France,  Espagne
- Langues : italien, espagnol
- Affiche : Yves Thos
- Dates de sortie :
  - Italie : 23 décembre 1971
  - France : 12 juillet 1972
  - Espagne : 19 mars 1973 (Madrid)

## Distribution
- Lee Van Cleef (VF : Georges Atlas) : Roy "Bomba" King
- James Mason (VF : William Sabatier) : Francisco Montero
- Gina Lollobrigida (VF : Régine Blaess) : Alicia
- Simon Andreu (VF : Yves-Marie Maurin) : Angel Santos
- Diana Lorys (VF : Danielle Volle) : Dolores
- John Garko (VF : Serge Lhorca) : Pupo Pace
- Aldo Sambrell (VF : Jacques Ferrière) : Canales
- Jess Hahn (VF : Henri Lambert (acteur)) : Tom Odie
- Daniel Martín (VF : Jean-Louis Maury) : le "faux" Montero
- Luis Rivera : Orozco
- Lone Ferk : Conchita
- Eduardo Fajardo (VF : Jean-Henri Chambois) : le général Duarte
- Sergio Fantoni (VF : Edmond Bernard) : le colonel Enrique Fierro
- Robert Lombard (VF : lui-même) : le directeur de la banque
- Dan van Husen (VF : Richard Leblond) : un homme de main ou mercenaire